# Johann Jacob Reiske

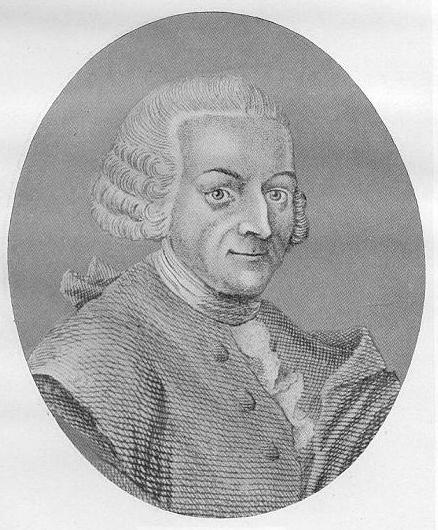
Johann Jacob Reiske

Johann Jacob Reiske (ur. 25 grudnia 1716 w Zörbig, zm. 14 sierpnia 1774 w Lipsku) – hellenista, arabista, znawca kultury Cesarstwa Bizantyjskiego. Chociaż nie znalazł uznania w swoich czasach, to obecnie uważany jest założyciela filologii arabskiej jako samodzielnej dyscypliny naukowej.

## Życiorys
Reiske urodził się 25 grudnia 1716 w Zörbig, jako syn garbarza. Od 1722 roku uczęszczał do szkoły w Zörbig, od 1727 pobierał prywatne lekcje w Zöschen, a w latach 1728–1733 był uczniem gimnazjum w Halle. W 1733 roku rozpoczął studia w Lipsku na wydziale teologii i studiował oprócz tego jako samouk język arabski.
W 1738 roku udał się na zlecenie Alberta Schultena do Lejdy, aby studiować arabskie rękopisy, których spora ilość znajdowała się w tamtejszej bibliotece. W Lejdzie uczęszczał na wykłady Tiberiusa Hemsterhuisa i Schultena, którzy obudzili w nim zainteresowanie literaturą grecką. Za namową Schultena rozpoczął tam studia medyczne. Doktoryzował się w 1746 roku broniąc pracę na temat medycyny arabskiej (Miscellaneae aliquot observationes medicae ex Arabum monumentis) i otrzymał tytuł doktora medycyny.
Po powrocie do Lipska w 1746 roku chciał wykonywać zawód lekarza i okazjonalnie zajmował się pracą filologiczną. W 1748 roku został mianowany profesorem nadzwyczajnym arabistyki w Lipsku, ale nie zapewniało mu to środków na utrzymanie. Mianowanie na profesora klasycznej filologii w Lipsku i Wittenberdze utrudniali mu jego wpływowi przeciwnicy m.in. Johann August Ernesti, którego prace ostro krytykował. 1 lipca 1758 roku został rektorem Nikolaischule w Lipsku. „To była deska, którą Bóg mi rzucił w biedzie. Bieda zmusiła mnie, aby jej się chwycić; w przeciwnym razie bym umarł” pisał w swojej biografii o zaoferowanej pracy.
Reiske ożenił się w 1764 roku z Ernestine Christine Müller. Z okazji wizyty u Gottholda Ephraima Lessinga w 1771 roku uporządkował orientalne manuskrypty w Herzog August Bibliothek.
Zmarł po długiej chorobie 14 sierpnia 1774 roku w Lipsku.

## Działalność
Johann Jacob Reiske uchodzi za założyciela filologii arabskiej, pioniera arabskiej numizmatyki i epigrafiki. Awansował filologię arabską z nauki pomocniczej teologii do samodzielnej dyscypliny naukowej. Mimo wielkiego trudu włożonego w badania nie znalazł uznania w swoich czasach. Sam nazywał się „męczennikiem literatury arabskiej”. Jego teksty i tłumaczenie Abu 'l-Fidas ukazały się pośmiertnie.
Poza tym zajmował się arabskimi przysłowiami i przetłumaczył Demostenesa. Jego wydanie i komentarz do De ceremoniis zalicza się do najwybitniejszych źródłowych wydań bizantyjskich.
Uczniami jego byli między innymi:
- Carl August Gottlieb Keil,
- Johann Jakob Griesbach,
- Christian Friedrich von Schnurrer,
- Johann Schweighäuser

## Dzieła (wybór)
- Constantini Porphyrogeniti libri II. de ceremoniis aulae Byzant., vols. i’ ii. (Leipzig, 175 1–66), vol. iii. (Bonn, 1829),
- Animadv. ad Graecos auclores (5 vols., Leipzig, 175 1–66) (the rest lies upprinted at Copenhagen),
- Oratorum Graec. quae supersunt (8 vols, Leipzig, 1770–73),
- App. crit. ad Demostheneni (~ vols., ib., '774–75),
- Maximus Tyr. (ib., 1774),
- Plularchus '(II vols., ib., 1774–79),
- Dionys Italic. (6 vols., ib., 1774–77),
- Libanius (4 Vols., Altenburg, 1784–97).